# 吉田あつし
吉田 あつし（よしだ あつし、1958年 - 2012年3月19日）は日本の経済学者。専門は医療経済学、教育経済学。元・筑波大学教授。

## 来歴
1958年生まれ。1983年に京都大学を卒業後、大阪府庁に入庁。1995年、大阪大学より博士（経済学）を授与される。大阪府立大学教授、筑波大学システム情報系教授、東京大大学院公共政策学連携研究部特任教授などを歴任。
2012年3月19日につくば市内の病院で53年間の生涯を閉じる。

### 医療経済学の研究
大阪府立大学時代には高木真吾と医療保険に関する共同研究を行い、1997年の制度改革を自然実験とみなして需要の価格弾力性に関する推定を行った。『経済セミナー』では「後期高齢者医療制度をどう見るか」と題する記事で高齢者医療制度について解説を行い、担当医制度の導入と医療費の包括化は合理的である一方、地方自治体の財政上の理由から過度の医療費抑制が起こる危険性を指摘した。
著書『日本の医療のなにが問題か』は日経・経済図書文化賞（第52回）の選考対象となり、日本の医療制度に関する問題を経済学的観点から解説した点が評価されたものの、日米の制度的な相違が分析結果に反映されていないと評されて受賞を逃した。
2012年4月からは吉田が代表を務める共同研究「高齢者医療システムの計量分析：証拠に基づいた政策評価と制度設計」（基盤研究 (A)・科研費）が実施される予定だった。

### 学会活動
日本経済学会の理事で、2011年10月に筑波大学で開催された年次大会では運営委員長を務めた。
2007年度から2009年度までは学術雑誌「季刊住宅土地経済」の編集委員を務めた。2012年の逝去後同誌に金本良嗣による追悼文が掲載され、吉田の研究には「重要な政策課題に対して、きちんとした理論的枠組みと高度な計量経済学的手法を用いて切り込んでいくという一貫した特長」があったと評した。

### 社会・委員会活動
2007年頃、つくば市の下水道審議会会長を務める。
2009年から2011年には民間有識者として内閣府の行政刷新会議評価者を務め、第2ワーキンググループの事業仕分けを担当した。日本の診療報酬について診療所に支払われる額が病院の場合より高くなるメカニズムを指摘し、その合理性に疑問を呈した。

## 年譜
- 1958年 出生
- 1983年 京都大学経済学部 卒業、大阪府庁に入庁[20]
- 1991年 大阪大学大学院経済学研究科博士後期課程 中退、大阪大学 助手[20]
- 1994年 大阪府立大学 助教授[20]
- 1999年 大阪府立大学 教授[20]
- 2001年 筑波大学社会工学系 教授[20]
- 2012年 逝去

## 主な著作

### 書籍
- 佐藤伸彦、吉田あつし『患者様とお医者様―必要とする人に適切な医療を』日本評論社、2008年。ISBN 978-4535982994。
- 吉田あつし『日本の医療のなにが問題か』NTT出版、2009年。ISBN 978-4757122284。

### 論文
- Atsushi Yoshida (1999). “Tests for the Poolability of Panel Data in the Presence of Unknown Heteroskedasticity: an Asymptotic Extension of ANOVA”. Japanese Economic Review（英語版） 50 (3):  253-265. doi:10.1111/1468-5876.00118.
- Takatoshi Tabuchi; Atsushi Yoshida (2000). “Separating Urban Agglomeration Economies in Consumption and Production”. Journal of Urban Economics（ドイツ語版） 48 (1):  70-84. doi:10.1006/juec.1999.2157.
- Yoshida, Atsushi; Takagi, Shingo (2002), “Effects of the Reform of the Social Medical Insurance System in Japan”, Japanese Economic Review 53 (4):  444-465, doi:10.1111/1468-5876.00238
- Atsushi Yoshida; Alessandra Guariglia (2002). “Estimating saving functions in the presence of excessive-zeros problems”. The Econometrics Journal（英語版） 5 (2):  435-456. doi:10.1111/1368-423X.t01-1-00092.